# اصل نهم قانون اساسی ژاپن

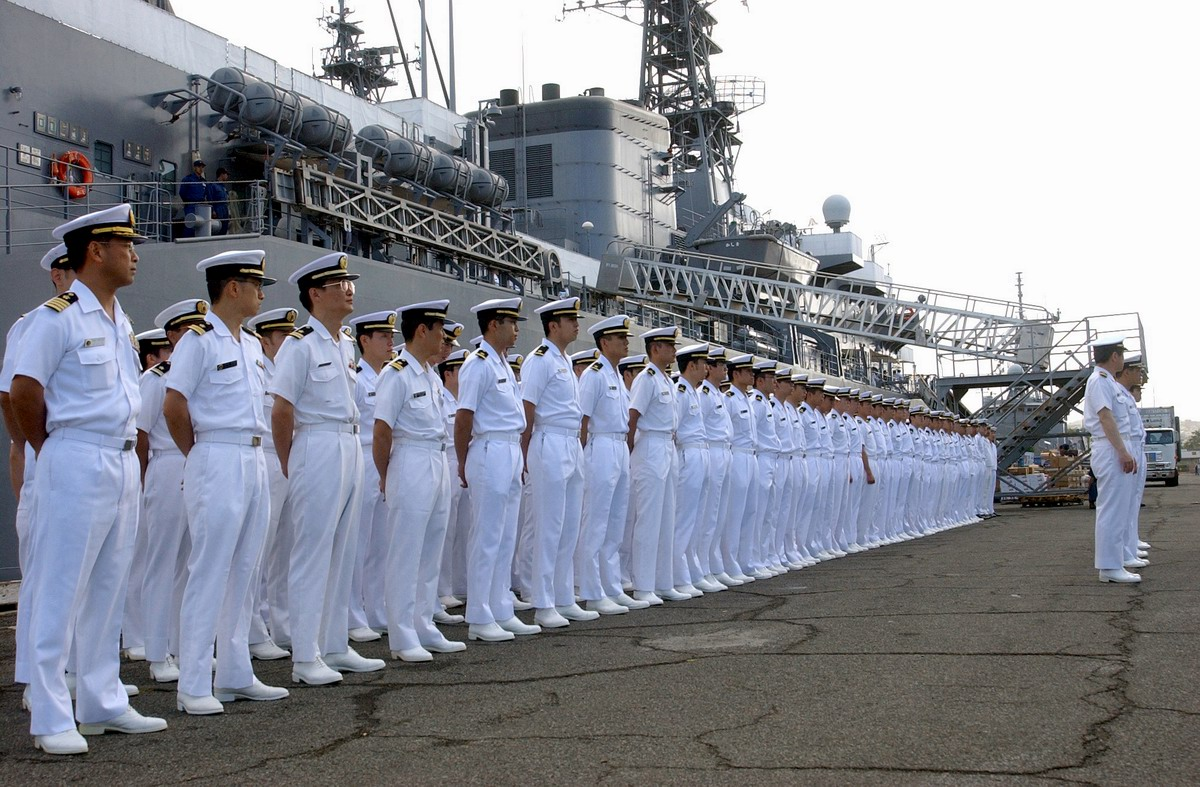
افسران ژاپنی در مقابل کشتی آموزشی

اصل نهم قانون اساسی ژاپن یکی از مشهورترین و بحث‌انگیزترین اصول قانون اساسی این کشور است که از سال ۱۹۴۷ میلادی تاکنون نافذ می‌باشد.
مطابق مفاد این اصل که بر مبنای صلح‌طلبی و بین‌الملل‌گرایی نوشته‌شده، کشور ژاپن استفاده از جنگ را به عنوان یک حق حاکمیت ملی از خود سلب کرده و به همین منظور حق داشتن نیروهای مسلح را نیز از خود اسقاط می‌کند. این اصل در زمان اشغال ژاپن، توسط حکومت نظامی وابسته به دولت ایالات متحده آمریکا تدوین شد، اما بیشتر از آنچه تصور می‌شد مورد پذیرش مردم ژاپن قرار گرفت و دولت این کشور نیز آن را پذیرفت. یکی از اهداف اصل نهم نفی نظامی‌گری ژاپن است که در زمان جنگ جهانی دوم نمود زیادی داشت.

## نص اصل نهم
مطابق ترجمه منتشرشده توسط مرکز پژوهش‌های مجلس شورای اسلامی، برابر این اصل به زبان فارسی چنین است:
به منظور تحقق صلح بین‌المللی بر اساس عدالت و نظم، مردم ژاپن برای همیشه جنگ را به عنوان وسیله‌ای برای اعمال حاکمیت یک کشور و نیز تهدید یا استفاده از زور را به عنوان وسیله حل‌وفصل اختلافات بین‌المللی مردود می‌شمارند. برای رسیدن به هدف فوق، نیروهای زمینی، دریایی، هوایی و نیز سایر امکانات بالقوه جنگی هرگز نگهداری نخواهند شد. حق نگهداشتن کشور در حالت جنگ به رسمیت شناخته نخواهد شد.

## نحوه اجرا و سیر تفسیرها

### فقدان نیروهای مسلح (۱۹۵۴–۱۹۴۷)
پس از خلع‌سلاح و انحلال ارتش امپراتوری ژاپن (شامل دو نیروی زمینی و دریایی) در سال ۱۹۴۵، این کشور تا سال ۱۹۵۴ یعنی به مدت ۹ سال رسماً فاقد نیروهای مسلح بود. اما با بالاگرفتن جنگ سرد، بلافاصله خلاء نیروهای مسلح در این کشور حس شد. بدین ترتیب نیروهای مسلح ژاپن تحت عنوان «نیروهای دفاع‌ازخود» و با شاخه‌های زمینی، دریایی و هوایی جهت حفاظت از مرزهای کشور مجدداً احیا شد.

### امتناع از شرکت در جنگ خلیج فارس (۱۹۹۰)
در سال ۱۹۹۰ دولت ژاپن با توسل به اصل نهم در برابر فشارهای ایالات متحده آمریکا برای شرکت در جنگ خلیج فارس، از اعزام نیروهای خود به کویت خودداری کرد اما در نهایت از این جنگ حمایت مالی انجام داد. ژاپن با پرداخت بالغ بر ۱۳ میلیارد دلار بخش اعظم هزینه‌های این جنگ را متقبل شد.

### اجازه شرکت در عملیات‌های صلح‌بانی (۱۹۹۲)
با تصویب قانونی به نام «قانون همکاری صلح بین‌المللی» توسط پارلمان ژاپن در سال ۱۹۹۲، نیروهای مسلح این کشور اجازه یافتند در عملیات‌های صلح‌بانی سازمان ملل متحد شرکت کنند و در همین سال برای اولین‌بار پس از جنگ جهانی دوم، نیروهای نظامی ژاپن به خارج از مرزهای این کشور اعزام شدند.

### کاهش محدودیت‌ها و مشارکت در جنگ افغانستان و عراق (۲۰۰۳–۲۰۰۱)
مطابق قانون ۱۹۹۲، نیروهای ژاپنی در عملیات‌های صلح‌بانی تنها مجاز به حمل پرچم سازمان ملل متحد بودند و نمی‌توانستند اسلحه با خود حمل کنند، اما در سال ۲۰۰۱ استفاده از سلاح در شرایط خاصی برای نیروهای صلح‌بان ژاپنی ممکن شد و در سال ۲۰۰۳ با تصویب قانون موسوم به «تمهیدات ویژه ضدتروریسم» شرایط استفاده از سلاح آسان‌تر شد و در نهایت نیروهای ژاپنی تحت نظر نیروهای حافظ صلح هلند (برای اولین بار در عملیاتی خارج از نظارت سازمان ملل) در جنگ عراق شرکت کردند.
اگرچه در جریان جنگ افغانستان، هیچ‌گاه نیروهای ژاپنی در این کشور مستقر نشدند اما نیروی دریایی ژاپن برای پشتیبانی لجستیکی از نیروهای ارتش ایالات متحده آمریکا به مدت هشت سال در این جنگ مشارکت کردند. با قدرت‌گرفتن حزب دموکرات در سال ۲۰۰۹، یوکیو هاتویاما نخست‌وزیر وقت به دلیل مغایرت این مأموریت با اصل نهم به کلیه کشتی‌ها دستور بازگشت داد.

### بحث بر سر امکان حمله پیشگیرانه
زمانی که کره شمالی در سال ۲۰۰۳ از پیمان منع گسترش جنگ‌افزارهای هسته‌ای رسماً خارج شد و اقدام به انجام آزمایش‌های اتمی کرد، مقامات ارشد دولت ژاپن که روابط خصمانه‌ای با کره شمالی دارد، از امکان انجام حمله پیشگیرانه به این کشور سخن گفتند. موافقان حمله پیشگیرانه معتقدند این کار تنها راه دفاع مشروع است در حالی که مخالفان آن را مغایر اصل نهم می‌دانند.

### تفسیر جدید و دفاع جمعی (۲۰۱۵–۲۰۱۴)
در سال ۲۰۱۵، پارلمان ژاپن تفسیر جدیدی از اصل نهم را به نام «دفاع جمعی» مورد تصویب قرار داد که تحت لوای آن نیروهای مسلح ژاپن مجاز هستند در خارج از خاک این کشور، در کنار ارتش کشورهای متحد در عملیات‌های نظامی شرکت فعال داشته باشد. این تغییر یک «چرخش تاریخی» در سیاست دفاعی و امنیتی این کشور محسوب می‌شود.